# Coupe de Serbie-et-Monténégro de football
La Coupe de Serbie-et-Monténégro de football (en serbe : Kup Srbije i Crne Gore) est une compétition de football à élimination directe organisée par la Fédération de Serbie-et-Monténégro de football. Elle est créée en 1992 pour remplacer la Coupe de Yougoslavie et disparaît en 2006 à la suite de la séparation de la Serbie et du Monténégro.
Jusqu'en 2003, il s'agissait de la coupe nationale de la République fédérale de Yougoslavie avant que le pays ne change de nom à partir de cette date.
Elle est remplacée par la suite par la Coupe de Serbie et la Coupe du Monténégro.

## Palmarès
| Saison                        | Vainqueur                     | Score                         | Finaliste                     |
| Coupe de la RF de Yougoslavie | Coupe de la RF de Yougoslavie | Coupe de la RF de Yougoslavie | Coupe de la RF de Yougoslavie |
| ----------------------------- | ----------------------------- | ----------------------------- | ----------------------------- |
| 1991-1992                     | Partizan Belgrade             | 1 - 0 2 - 2                   | Étoile rouge de Belgrade      |
| 1992-1993                     | Étoile rouge de Belgrade      | 0 - 1 1 - 0 (5 - 4 tab)       | Partizan Belgrade             |
| 1993-1994                     | Partizan Belgrade (2)         | 3 - 2 6 - 1                   | Spartak Subotica              |
| 1994-1995                     | Étoile rouge de Belgrade (2)  | 4 - 0 0 - 0                   | Obilic Belgrade               |
| 1995-1996                     | Étoile rouge de Belgrade (3)  | 3 - 0 3 - 1                   | Partizan Belgrade             |
| 1996-1997                     | Étoile rouge de Belgrade (4)  | 0 - 0 1 - 0                   | Vojvodina Novi Sad            |
| 1997-1998                     | Partizan Belgrade (3)         | 0 - 0 2 - 0                   | Obilic Belgrade               |
| 1998-1999                     | Étoile rouge de Belgrade (5)  | 4 - 2                         | Partizan Belgrade             |
| 1999-2000                     | Étoile rouge de Belgrade (6)  | 4 - 0                         | FK Napredak Kruševac          |
| 2000-2001                     | Partizan Belgrade (4)         | 1 - 0                         | Étoile rouge de Belgrade      |
| 2001-2002                     | Étoile rouge de Belgrade (7)  | 1 - 0                         | Sartid Smederovo              |
| Coupe de Serbie-et-Monténégro |                               |                               |                               |
| 2002-2003                     | Sartid Smederovo              | 1 - 0 ap                      | Étoile rouge de Belgrade      |
| 2003-2004                     | Étoile rouge de Belgrade (8)  | 1 - 0                         | Buducnost Banacki Dvor        |
| 2004-2005                     | Železnik Belgrade             | 1 - 0                         | Étoile rouge de Belgrade      |
| 2005-2006                     | Étoile rouge de Belgrade (9)  | 4 - 2 ap                      | OFK Belgrade                  |

## Bilan par club
| Club                     | Victoire(s) | Finale(s) | Édition(s) remportée(s)                              |
| ------------------------ | ----------- | --------- | ---------------------------------------------------- |
| Étoile rouge de Belgrade | 9           | 3         | 1993, 1995, 1996, 1997, 1999, 2000, 2002, 2004, 2006 |
| Partizan Belgrade        | 3           | 3         | 1992, 1994, 1998, 2001                               |
| Sartid Smederevo         | 1           | 1         | 2003                                                 |
| Železnik Belgrade        | 1           | -         | 2005                                                 |
| Vojvodina Novi Sad       | -           | 1         |                                                      |
| Obilic Belgrade          | -           | 2         |                                                      |
| Spartak Subotica         | -           | 1         |                                                      |
| Napredak Kruševac        | -           | 1         |                                                      |
| Buducnost Banacki Dvor   | -           | 1         |                                                      |
| OFK Belgrade             | -           | 1         |                                                      |